# 태장초등학교 (강원)
태장초등학교(台庄初等學校)는 대한민국 강원특별자치도 원주시 태장동에 있는 공립 초등학교이다.

## 학교 연혁
- 1953년 4월 1일 학성국민학교 태장분교장 인가
- 1955년 1월 5일 태장국민학교 승격
- 1955년 4월 13일 태장국민학교 개교
- 1996년 3월 1일 태장초등학교로 개칭
- 2012년 3월 1일 제28대 유재구 교장 부임
- 2016년 9월 1일 제29대 양승현 교장 부임
- 2019년 1월 9일 제62회 졸업식

## 참고 자료
- 태장초등학교 - 한국교육학술정보원 학교알리미